# 욕은지
욕은지(浴恩池)는 인천광역시 계양구 인천부평초등학교에 있는 조선시대의 연못이다. 1983년 3월 2일 인천광역시의 문화재자료 제1호로 지정되었다.

## 개요
인천시 계양구 부평초등학교에 자리한 욕은지는 학교 동쪽에 있는 어사대와 함께 있다. 원래 다른 곳에 있던 것을 조선 고종 24년(1887)에 새로이 고쳐 지으면서 이곳으로 옮겼다.
돌을 쌓아 가로 18m, 세로 16m의 크기로 만든 연못으로, 가운데에 둘레 7m의 돌산을 만들어 풀과 나무를 심고, 다리를 만들어 남쪽과 연결하였다. 연못 동쪽에 쌓여진 돌 가운데에는, 고종 24년에 고쳐 지었다는 기록을 새긴 돌이 끼어 있다.
정조 21년(1797) 왕은 김포의 장릉을 참배하고, 부평을 경유하여 생부를 모신 수원 현륭원에 갔다고 전해진다. 이 때 부평에서 잠시 휴식을 취하며 이 곳에서 활을 쏘고 손을 씻은 것으로 여겨진다.

## 같이 보기
- 어사대 - 인천광역시 문화재자료 제3호

## 참고 자료
- 욕은지 - 국가유산청 국가유산포털